# Велика Орда
Велика Орда, Волзька Орда — назва, яку отримала Центральна, Столична, «Тронна» Область Татарського Царства (Золотої Орди) після його розпаду та відділення в середині XV століття Царств (Ханств): Казанського (1438), Кримського (1441), Ногайського (1440) тощо.
Сучасники, перш за все самі Хани (Царі) Великої Орди (в т.ч. з числа Ханів Кримських) бачили її основним спадкоємцем  Золотої Орди, а себе — верховними правителями над усіма Ханствами на землях колишнього Улусу Джучі, він же Татарське Царство (старо)руських і московських літописів.
Територія Великої Орди включала землі між Доном і Волгою, Нижнє Надволжя і степи Північного Кавказу. Столицею був Сарай-Берке («Новий палац» або «Палац Берке»). Першим Ханом (Царем) Великої Орди вважають Хана Саїд-Ахмеда I, внука Хана Тохтамиша, нащадка Темуджина Чингісхана, засновника роду Ханів (Царів) Татарських разом з своїм онуком, Ханом (Царем) Батиєм, який добув своєму роду титул Царя внаслідок захоплення Старого Києва і переходу на його сторону частини представників розгалуженого роду Князів Руських і Київських, перш за все Князів Володимирських і Суздальських на чолі з Князем Олександром Невським, хоч його троюрідний брат Князь Данило Галицький теж фактично визнав владу нових правителів Старої, Святої Русі.

## Занепад Золотої Орди
Золота Орда почала занепадати у XIV ст.. У 1380—1381 роках Золоту Орду об'єднав Тохтамиш. Після поразки від Тимура у битві на Кондурчі, Золота Орда продовжила втрачати свій вплив. Смерть Едигея (останньої людини, яка коли-небудь об'єднала Орду) у 1419 році ознаменувала один із останніх кроків розпаду Золотої Орди, яка розділилася на окремі держави Ногайську Орду, Казанське ханство, а пізніше Касимівське ханство, яка відділилася від Казані. Кожне з цих ханств претендувало на статус законного спадкоємця Золотої Орди. Сама Велика Орда була зосереджена в національному центрі Золотої Орди Сараї, а її територію очолювали чотири монгольськиї роди — Кіят, Мангуд, Сіцівуд і Конкірат. Спочатку Велику Орду називали просто Ордою, але для розрізнених орд у регіоні ставало дедалі важливішим відрізняти одна від одної, що призвело до першої згадки про «Велику Орду» в джерелах у 1430-х роках. Назва «Велика Орда» могла бути використана для прямого зв’язку нині значно зменшеного адміністративного центру Орди з первісною величчю Золотої Орди.

### Спільне правління Кічі-Мухаммеда та Саїд-Ахмада I
Починаючи з 1430-х років, Кічі-Мухаммед і Саїд-Ахмад I були при владі в Сарайській Орді. Протягом цього часу Орда втратила контроль над Кримом, оскільки Хаджі I Ґерай (брат Девлета Берді, який раніше захопив контроль над Кримом у Золотої Орди) у серпні 1449 року вигнав владу з Сараю. Кримське ханство стало незалежним, що поклало початок суперництву між Кримом і Великою Ордою. Кічі-Мухаммед вигнав Улуг-Мухаммеда з центру Золотої Орди в 1438 році, будучи проголошеним ханом у Сараї. Протягом правління Кічі-Мухаммеда та Саїд-Ахмада I татари намагалися змусити своїх московських підданих сплачувати податки, вторгаючись до них у 1449, 1450, 1451 та 1452 роках. Ці напади призвели до помсти з боку Речі Посполитої, яка об’єдналася з Кримським ханством. У той же час посланці литовських шляхтичів, які були незадоволені перебуванням під пануванням Польщі, принесли подарунки Саїд-Ахмаду, який вторгнувся до Польщі та Литви в 1453 році. У 1455 році кримчани знову напали на Сарай, змусивши Саїд-Ахмада втекти до Києва. Однак війська під проводом Анджея Одровонжа рушили на Київ і захопили його, привівши до смерті у в’язниці. До подальших набігів належить татарський набіг на Поділля у 1457 р. (закінчився перемогою татар) і один у 1459 р. проти Московії (закінчився перемогою московитів)

## Нащадки Кічі-Мухаммеда
Кічі-Мухаммада змінив його син Махмуд бін Кічі у 1459 році. Махмуд був узурпований його братом Ахмед-ханом бін Кічі у 1465 році. Махмуд попрямував до Астрахані, відділившись і утворивши Астраханське ханство. Це призвело до виникнення суперництва між двома ханствами, яке закінчилося тим, що нащадки Ахмеда посіли на троні Астрахані в 1502 році. У 1469 році Ахмед напав і вбив узбецького хана Абулхайр-хана. Влітку 1470 року Ахмед організував напад на Молдавію, Польське королівство та Литву. 20 серпня молдавські війська під проводом Стефана Великого завдали поразки татарам у битві при Липнику. До 1470-х років Московія перестала платити данину Сараю, але продовжувала підтримувати з ним дипломатичні відносини.У 1474 і 1476 роках Ахмед наполягав на тому, щоб Іван III з Московії визнав хана своїм сюзереном. У 1480 році Ахмед організував військову кампанію проти Москви, яка призвела до зіткнення між двома протиборчими арміями, відомого як Велика битва на річці Угра (Стояння на Угрі). Ахмед визнав умови несприятливими і відступив. Цей інцидент формально завершив «татарське ярмо» на московських землях. 6 січня 1481 року Ахмед був убитий Ібак-ханом, князем Сибірського ханства і ногаїв в гирлі річки Донець.

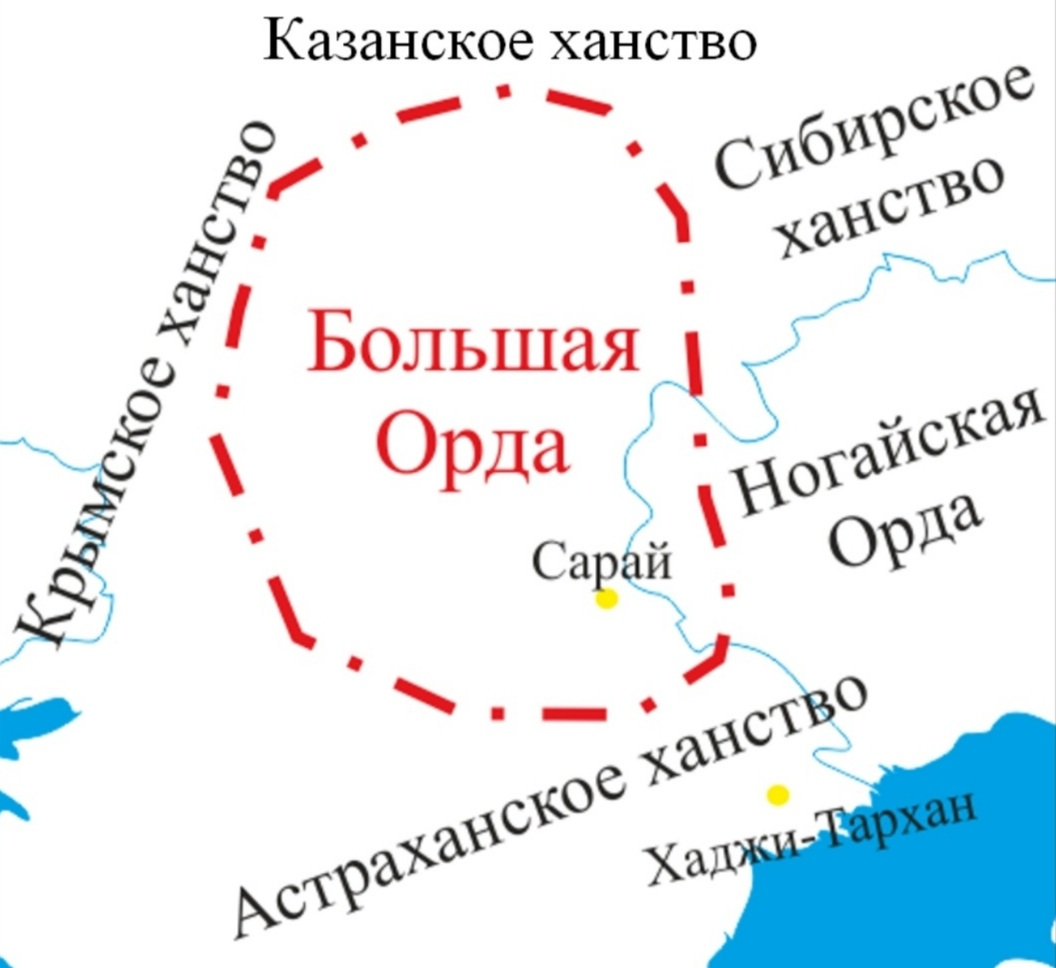
Велика Орда (червоним) після відколу Астраханського ханства.

1502 року Менґлі Ґерай виграв у боротьбі за ординську спадщину, узявши столицю Великої Орди місто Сарай Джедід. Шейх-Ахмед, останній хан Орди, знайшовши притулок у Литві, помер у в'язниці в Каунасі через деякий час після 1504 р. За іншими даними, він був звільнений з литовської в'язниці в 1527 р.

## Хани Великої Орди
- Саїд-Ахмад I, (1447—1459)
- Махмуд, (1459—1465) (1459—1471 хан і засновник Астраханського ханства)
- Ахмат-хан, (1465—1481)
- Ібак, хан Великої Орди (1481, 1487, 1491—1495)
- Саїд-Ахмад II та Абдул-Керім, (1481—1485)
- Саїд-Ахмад II та Муртаза-хан, (1485—1491)
- Менґлі (1491)
- Шейх-Ахмад та Абдул-Керім, травень—листопад 1491 року
- Мехмед, (1493—1494)
- Шейх-Ахмад, (1491—1493, 1494—1502)